# أندرياس نيميث
أندرياس نيميث (بالمجرية: András Németh) هو لاعب كرة قدم جنوب أفريقي، ولد في 9 نوفمبر 2002 في كيب تاون في جنوب أفريقيا. لعب مع لوميل يونايتد.